# Michael Humphrey
Michael Humphrey (Phoenix, 25 gennaio 1996) è un ex cestista statunitense.

## Palmarès
- Campione NIT (2015)